# Huang Zsen-hszün
Huang Zsen-hszün, ismert angolosított nevén Jen-Hsun (Jensen) Huang (hagyományos kínai: 黃仁勳, egyszerűsített kínai: 黄仁勋, pinjin: Huáng Rénxūn; Tajpej, 1963. február 17. –)  tajvani születésű, az Amerikai Egyesült Államokban élő, vállalkozó üzletember. Társtulajdonosa a grafikai-processzorgyártó Nvidia vállalatnak, mint elnök vezérigazgató. A Forbes magazin szerint a világon a 61. legmagasabb jövedelemmel rendelkezik az Amerikai „CEO” lista alapján.

## Életének első része
Tajpejben kínai családba született, de csak pár évet töltött ott, mivel röviddel ez után Amerikába költöztek. Oregonban végezte az iskoláit és elkezdte az Oregoni Állami Egyetemet, ezután azonban Kaliforniába ment, ahol a kiváló Stanford Egyetemen végezett villamosmérnöki szakon.

## Beosztásai
Az iskolák elvégzése után igazgatója lett mikroprocesszor tervező Coreware-nek az LSI Logicnél és az Advanced Micro Devices, Inc. (AMD).-nél. 1993.-ban Huang társalapítója az Nvidiának, melynek jelenleg az elnök vezérigazgatója (Chief Executive Officer). Tulajdonában van a 4,69% részvény csomagja az Nvidia-nak. Vagyonát 2002-ben 139 millió dollárra becsülték és ezzel akkor az előkelő 29. helyet foglalta el a Fortune magazin listáján, amely a leggazdagabb, 40 évnél fiatalabb amerikaiakat veszi sorra. 2008-ban a 14 éve elnök-vezérigazgatóskodó Huang tovább növeli vagyonát és ezt 512,4 millió dollárra teszik, ami az előző évhez képest 18%-os növekedést jelent.

## További inforciók
- Nvidia Corporate Biography